# Пануко (муниципалитет)
Пануко (исп. Pánuco, произношениео файле) — населённый пункт и муниципалитет в Мексике, входит в штат Сакатекас. Население 14 897 человек.

## История
Город основан в 1548 году .